# 中国—澳大利亚关系
中澳關係（英語：Australia–China relations）是指中國和澳洲之間的外交關係，目前是指中華人民共和國與澳大利亞聯邦之間的外交關係。上述關係的歷史可追溯到清朝，當時已有華人移居澳洲，中國革命黨人也曾在澳洲進行活動。澳洲在1941年與中華民國建立公使級外交關係，1949年中華民國政府播遷到台灣後亦未中斷，並於1966年升格為大使級外交關係。澳洲没有馬上承認在1949年成立的中華人民共和國，不过澳大利亚工党等反對黨和工會在1949年－1972年间陆续派出了多个代表团前往中国大陆；1972年工党上台之后，澳大利亚宣布与中华民国断交，與中华人民共和国建交。
中國和澳洲都是亞太經合組織和二十國集團的成員國，貿易關係非常密切，中國是澳洲最大的貿易夥伴，澳洲則是中國第八大貿易夥伴。在2017年之前，兩國政府的高層經常互訪。之後，澳洲政府反對中國在南海爭議、新疆人權問題等方面的作為，並憂慮中國借助代理人和基建項目擴大在澳洲等大洋洲國家的影響力，因此推出多項法案和措施進行遏止，又提出對2019冠狀病毒病疫情展開獨立國際調查，中方批評澳方固守冷戰思維和偏見，視中國為威脅，因此進行各種毒害雙邊關係的行徑，兩國關係一度陷入低潮。直到2022年澳大利亚工党重新執政后，双边经济关系才开始回暖。

## 歷史
中澳兩國的政治關係始於清代，而清政府則於1909年在當時身為自治領的澳洲設立領事館。由於澳大利亞直到1940年代才成為獨立國，有權自行制定外交政策，因此澳洲在1941年才跟中華民國政府建立正式的外交關係。

### 1911年之前

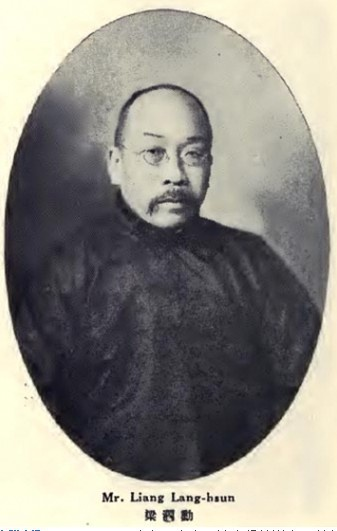
中國首任駐澳洲領事梁瀾勛

清朝在1861年設立總理各國事務衙門後，開始派出使節到歐洲和美洲國家，並具備派出使節到澳洲的條件。清廷自1877年起，就開始準備在澳洲設立領事館，不過由於英國當局的阻礙，而未能在19世紀終結前成事。在這段時間中，洋務運動的領袖（例如當時任職兩廣總督的張之洞）認為，在東南亞和大洋洲設領事館，就可以向華人籌集資金，增購保護商船的艦艇，加強海防。張之洞又建議清政府派員訪問大洋洲，準備在澳洲設領事館。後來清政府派出的人員完成訪問僑情的工作回國時，也提出類似的建議。
19世紀後期，澳洲政府開始頒布限制華人的政策，故此華人要求清朝設立駐澳使館的聲音日益高漲。同時，保皇會和革命黨也在澳洲從事反清活動，並與當地華人聯繫及籌募經費，甚至向他們發表演講，論述國是。於是清政府便決定設立駐澳領事館。
1901年，澳洲聯邦成為大英帝國內的一個自治領，自此英國人減少了對澳洲外交事務的干涉，而且還有利於清朝設立駐澳領事館。到了1907年，英國外交部才同意清朝在澳洲設立領事館。雖然悉尼聞人梅光達曾是澳洲華人社區、歐洲各國駐澳領事和澳洲總理都支持的領事人選，並已多年擔任清廷駐澳洲的代理領事，但梅在1903年、領事館設立之前遇刺身亡。1909年，中國在墨爾本設立駐澳洲領事館，中國首任駐澳洲領事為梁瀾勛，於1909年到任。

### 1911年－1949年
20世紀30年代，澳中關係開始增強。中國總領事館經過改組後搬遷至雪梨，並在其他主要城市開設領事分館。一些中國官員訪問了澳大利亞。其中1931年，中國國民黨中央海外部部長兼立法院副院長林森訪問了雪梨和墨爾本。林森利用這一機會鼓勵澳大利亞放鬆對中國人移民澳洲的限制。為表示對林森的尊重，林森受邀在國會眾議院議場就座。1934年，澳大利亞副總理約翰·雷薩姆率代表團巡訪包括中國在内的東亞各國。
在1941年前，兩地官方接觸仍然不太頻繁，在這段時間，中國對澳洲的官方往來是以「中國駐澳洲總領事館」的名義進行的。隨著英國在30年代賦予各自治領更大的自主權，在1941年中國和澳洲終於建立了公使級外交關係，以配合國際形勢的發展。澳洲首任駐華公使為聯邦撥款委員會主席艾格登，而中國首任駐澳公使則為中華民國外交部政務次長徐謨。1948年兩國外交關係升級為大使級關係。

### 1949年－1972年
1949年10月1日，中華人民共和國成立。當時的澳洲工黨政府不敢早於英國或美國承認中華人民共和國，於是便決定如果在1950年舉行的英聯邦外長會議中，大多數國家都承認中華人民共和國的話，澳洲就會承認中華人民共和國。不過工黨卻在12月的大選中大敗，澳洲因而沒有承認中華人民共和國。
1949年上台執政的自由黨-國家黨聯盟政府對華外交政策保守，不願意和中華人民共和國建交。雖然澳洲政府繼續承認中華民國政府，但從1950年開始，澳大利亞拒絕接收中華民國派駐澳洲的大使（澳洲政府允許中華民國駐澳使館繼續運作，但直到1959年由代辦領導），也沒有任命駐華大使前往臺灣。澳洲政府内部對於對華關係也有分歧：澳洲外交部從1954年開始就建議政府應當承認中華人民共和國，但這一建議沒有得到政府接納。在冷戰環境下，澳大利亞的戰略依靠更加接近美國。反對黨工黨在1955年提出，澳洲應該跟隨英國和法國的先例，承認中華人民共和國（理由是中華民國奪回中國大陸的可能性不大），同時向中国大陆派出了多批次的代表团。澳大利亚共产党（马列）和工会组织同樣对中国大陆持友好态度，但聯盟政府將“共產中國”的威脅列為國内的競選議題，同時藉此爭取反共民主工黨的支持。為此，澳洲總理哈罗德·霍尔特在1966年第一次任命派駐臺北的大使，明示澳洲政府承認中華民國政府的正統性。
1965－1970年间，澳大利亚批评家格里高利·克拉克及外交官費思棻等人对澳大利亚政府对中国实行的敌意的政策加以抨击，同时要求恢复中华人民共和国与澳大利亚的关系。到了1970年代，聯盟政府也收到警告，指美國對中華人民共和國的政策正在改變，澳洲也應該檢討它對中華人民共和國的政策。於是澳洲外交部便在1971年評估對華政策，並派駐法國大使艾倫·雷努夫和中華人民共和國駐法國大使黃鎮商討改善兩國關係的問題。事後雷努夫向時任總理威廉·麥克馬洪提議，澳洲要和中華人民共和國商討建交的問題，但被麥克馬洪拒絕。
自1960年代末起，工黨領袖就意識到，澳洲需要和中華人民共和國建交，又認為對話是兩國復交的最好辦法。1971年7月，惠特拉姆便率領工黨代表團來到北京，並與當時的中華人民共和國國務院總理周恩來舉行會談。然而此舉卻遭麥克馬洪大力抨擊。
其後，國際形勢的變化和澳洲民眾對澳洲和中華人民共和國建交的支持，使澳洲政府的對華政策顯得不合邏輯，最後更導致執政黨內部分裂。最終執政黨在1972年大選敗於工黨，而惠特拉姆則在上任澳洲總理後，於12月21日與中華人民共和國建交。

### 1972年－2007年

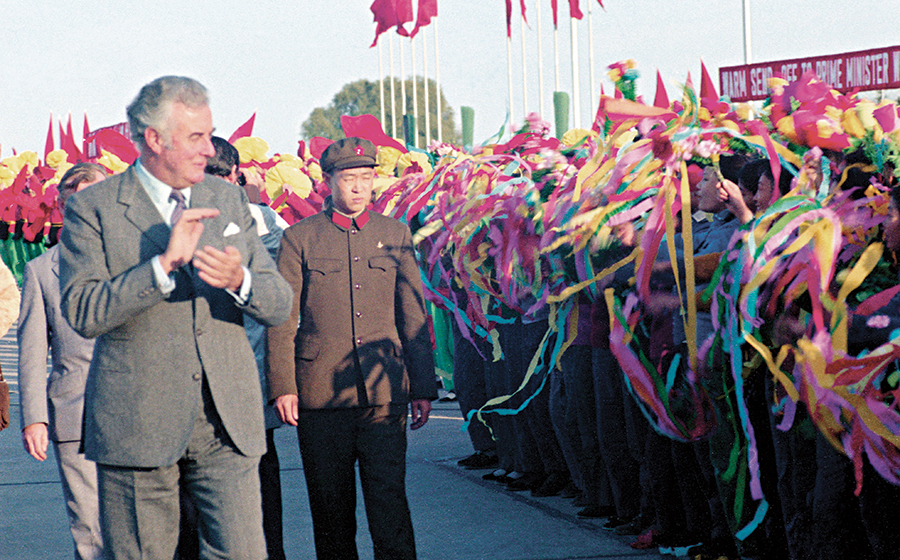
惠特拉姆在1973年訪華，成為第一位在任內訪問中國的澳大利亞總理

1973年，惠特拉姆访问中华人民共和国，成为首位访问中华人民共和国的澳大利亚总理。年迈的中共中央主席毛泽东与他长谈一小时，中国对惠特拉姆的到访表示热烈的欢迎。惠特拉姆与夫人在长城漫步的照片刊登在《澳洲人报》上。从此澳中两国結束23年來的敵對關係，澳中两国之间的邦交有了重大突破。此后，罗斯·特里尔等左翼作家撰写介绍中国的书籍，惠特拉姆内阁的部长们也频繁访华。
1975年，澳大利亚发生宪政危机，工党先失去執政權，然後在同年的大選中丧失了很多议席，于是执政党改为自由党和国家党联盟。彼时中国预测中澳关系可能会变差，然而执政联盟对中国的态度不但没有变差，反而比工党更加积极，澳大利亚与中国的交往更加密切。自由党籍的总理马尔科姆·弗雷泽于1976年和1982年两次访问北京。1976年，毛泽东逝世时，弗雷泽还发来唁电。在20世纪70年代以后，在中国问题上澳大利亚主要的党派都达成了共识。这个中澳友好交流的共识一直延续到2017年。
在1972年－1999年期间，访问澳大利亚的中国国家领导人包括国家副主席乌兰夫、国务院副总理陈慕华、国家主席李先念、中共中央总书记胡耀邦、国务院总理李鹏和朱镕基、中共中央总书记兼国家主席江泽民等，江泽民也是首位访澳的中華人民共和國最高领导人。访华的澳大利亚总理則有五位，他們是惠特拉姆、弗雷泽（任期至1983年）、鮑勃·霍克（1983年－1992年任職）、保羅·基廷（1992年－1996年任職）和約翰·霍華德（1996年－2007年任職）。中国与澳大利亚外交部于1980年决定定期磋商，并形成制度，两国外交部在1985年開始就裁军问题进行了年度磋商。中国与澳大利亚两国在很多重大国际和地区性问题上有着共同的利益和观点：中澳双方都希望亚太地区政治稳定，经济繁荣，共同维护这个地区的和平与安全；双方对朝鲜半岛的局势表示关心；对于中南半岛各国，双方愿为其能成为和平独立的不结盟国家而努力，对包括澳大利亚在内的南太平洋地区国家在该地区建立无核区的建议，中国是一直支持的；澳大利亚政府也支持中英关于香港问题的声明，坚持“一个中国“原则，承认台湾问题是中国的内政。在国际组织中，中澳两国也有良好的合作关系。兩地一些省份、州和城市都相繼締結為友好城市，並展開了經濟合作。而中國和澳大利亞亦互設領事館，兩國的高級官員也經常互訪。
霍華德在1996年就任總理之後，重視中澳關係，曾經來華進行6次訪問，又希望兩國關係變得堅強有力，豐富多彩。2007年6月15日，霍華德接見達賴喇嘛。中國政府就此表示不滿，並反對霍華德接見達賴喇嘛。

### 2007年－2017年
據報導，澳洲政府曾經在2008年2月譴責台灣獨立運動，並重申他們對“一個中國”政策的支持。時任澳洲總理的陸克文在四月訪華時到北京大學用漢語向該校的學生發表演講時，表示當時正發生騷亂的西藏有十分明顯的人權問題。陸克文還在他和中國國務院總理溫家寶會晤的時候提及到這問題。
在2009年7月中國以間諜罪拘捕澳洲採礦公司力拓集團的高層胡士泰之後，陸克文最初對這宗案件的處理手段較為克制，然而他這樣做受到澳洲的反對黨批評，於是他便不再停留在外交性質的討論，轉而關注涉案員工的權利，還聲言這件事對中國和澳洲都是利害攸關的。後來在當年的8月，中國政府抗議澳洲向熱比婭·卡德爾發出簽證，令她能夠出席第58屆墨爾本國際電影節。一名研究澳洲事務的中國社會科學院研究員表示力拓間諜案、澳洲向熱比婭發出簽證和中國鋁業增持力拓集團失敗這三件事，是中澳關係在當時惡化的原因。中國政府就此在當年取消中澳兩國高層官員之間的互訪。
雖然中澳關係在2009年惡化，不過中國石油在2009年8月18日和埃克森美孚在北京簽署了一份總值500億澳元的合約，合約的內容是中國石油將會向埃克森美孚持有的一個澳洲液化天然氣項目購入225萬噸天然氣，為期20年。該合約是澳洲歷史上最大的單項投資合同。
澳洲總理朱莉婭·吉拉德在2011年4月訪華時曾表示，澳洲政府重視中澳關係和它的發展。在她的統治下，中國和澳洲的經貿往來頻繁，又跟中國政府簽訂協議去開採清潔能源，並確保中國成為澳洲長遠可靠的能源及天然資源供應國。中共中央總書記、中國國家主席胡錦濤高度評價吉拉德上台之後對中國奉行的外交政策，而中國國務院總理溫家寶也表示中國重視中澳關係。不過她在訪華期間，又曾經表示她對中國人權狀況感到擔心。
吉拉德政府表示他們會繼續和中國發展正面而具有建設性的關係，不過他們也會基於共同的價值觀而維持和美國的安保關係。2011年11月，吉拉德政府准許美國在5年內把2,500個海軍士兵派駐到澳洲的北領地，這一件事惹來中國和印尼的強烈批評和猜疑，因為美國正試圖圍堵中國；而中國人民解放軍的羅援少將則於《人民日報》刊文，指出美國「重返亞太」，意圖圍堵中國的時候，犯下了戰略性錯誤，這樣做恐怖分子可能會藉機重返美國。
吉拉德復於2013年4月率團訪華，和新任中共中央總書記、中國國家主席習近平和新任中國國務院總理李克強會面，以促進澳洲與中國的關係，並保持緊密的經貿往來。訪華代表團的成員還包括澳洲外長鲍勃·卡尔和澳洲貿易部長克萊格‧愛默生（Craig Emerson）。
吉拉德在2013年6月澳洲工黨領導權投票中被陸克文擊敗，而陸克文領導的工黨又在同年的澳洲大選中敗於聯盟手下，托尼·阿博特成為澳洲新總理。澳洲國防部長、參議員大衛·約翰斯頓稱，澳洲新政府會兼顧中澳關係和澳洲－美國關係，而不偏向任何一方。習近平在2014年11月訪問澳洲，並向澳洲上、下議院議員演講，讚揚澳洲的「創新和世界影響力」，而中華人民共和國和澳洲也在同月17日簽訂了關於簽訂中澳自由貿易協定的意向聲明，並於2015年正式簽訂協議。
2015年9月，前通訊部長麦肯·腾博在澳洲自由黨一次黨內投票中迫使阿博特下台，就任澳洲總理。他在中國有營商經驗，也支持《中澳自由貿易協定》，在2016年4月首次訪華，與習近平和李克強會晤，出席「澳大利亞－中國週」活動，並簽署關於體育和旅遊的備忘錄，放寬向中國公民的簽證限制。另一方面，腾博甫上任即批評北京在南中國海填海造陸的行為最終會適得其反。

### 2017年－2022年
2017年，澳洲廣播公司節目《四角方圓》揭發中華人民共和國透過代理人動員中國大陸留學生打壓反中意見，以及遊說澳洲政客和政黨支持中華人民共和國政府屬意的政策立場，令澳洲政府越發感到憂慮。這促使聯盟政府修改法例，禁止外國政治捐款，並在2018年通過兩項法案，要求為外國辦事的人士向澳洲政府申報活動，以及收緊間諜定義、引入多項與外國干預有關的罪行。同年，澳洲政府以國家安全為理由，禁止中國電訊商中興通訊和華為參加該國的5G網絡建設。中方否認干預澳洲內政，又指責澳洲政府陷入冷戰思維，對中國訴諸意識形態偏見，為中澳關係製造壁壘。自2017年起，中華人民共和國和澳洲雙方的領導人就沒有進行互訪。
2018年8月，澳洲自由黨決定改選黨魁，腾博被迫下台，最終由斯科特·莫里森勝出，繼任澳洲總理。他剛上任便宣布撥款協助太平洋島國修建基礎設施，以及在帛琉、馬紹爾群島等地設立大使館。外界認為此舉的目的是遏制中國在大洋洲的影響力，阻止太平洋島國陷入澳洲認為中國設下的「債務陷阱」。2019年末，澳洲九號電視網節目《60分鐘》訪問了自稱為中國間諜的王立強，他宣稱中國間諜滲透澳洲，企圖影響澳洲政局，並企圖派員滲入澳洲國會未果。莫里森對此深感憂慮，並警告會嚴格處理事件，但王氏的指控被中方否認，又被多名前情报机构成员質疑，澳洲安全情報組織也認為他在情報界可能只經手過低階情報工作。
2020年4月，澳洲倡议各國支持在世界衛生組織的體系外就2019冠狀病毒病疫情展開獨立的國際調查，于5月18日已获得上百个国家响应支持。中国驻澳大使馆发表声明称，澳洲声称疫情调查得到国际社会支持是个“笑话”。中華人民共和國最終在5月舉行的世界衛生大會上，同意歐盟提出的同類議案，即由世衛體系內的獨立調查委員會進行上述調查，但認為歐盟提案和澳洲起初的提案有差別，批評澳洲進行追隨美國，攻擊中國，干擾國際抗疫合作的政治操作。澳洲作出上述建議後，中國駐澳洲大使成競業警告澳洲此舉將“降低中國大陸民眾前往澳洲旅遊、留學，以及享用澳洲紅酒、牛肉的興趣”，其後中華人民共和國政府自5月起開始對澳洲實施單方面貿易制裁，並於6月以澳洲針對亞裔的歧視行為轉趨嚴重為由，呼籲公民切勿前往澳洲旅遊、留學生謹慎考慮是否赴澳留學。。8月，澳洲外交部長马里斯·佩恩在聯合國人權理事會發言時，批評中國在新疆實行高壓措施，以及侵犯香港的人權和自由，但被中國官員視為玩弄雙重標準，「无端指责和公然抹黑」的行徑並予以反駁。
2020年11月下旬，中國駐澳大利亞大使館致信《悉尼先驅晨報》等三家澳大利亞傳媒，指控澳大利亞政府、國會議員和民間破壞中澳關係，並警告如果澳大利亞視中國為敵人，中國也將與澳大利亞為敵。中国外交部发言人赵立坚也認為，中澳关系急剧下滑的根本原因是部分澳大利亞人固守冷戰思維和偏見，視中國為威脅，並以國家安全為由，把自己的觀點強加於中國，因此屢次採取攻擊、抹黑中國的“错误言行”，毒害雙邊關係，為此澳大利亞應為中澳關係惡化負上責任。莫里森則回應說，中國和澳大利亞的矛盾升溫，只是因為「澳大利亞在做自己」，他表示澳大利亞無意與中國為敵，但是會捍衛自身的利益，奉行自己的價值觀，絕不會在國家安全和主權問題上讓步，不會向包括中國和美國在內的任何國家妥協。在此之前，他也認為中國制裁澳大利亞是荒謬的做法。
2020年11月末，澳大利亞就澳軍在阿富汗杀害当地平民的指控完成獨立調查報告，报告确认了39人被谋杀且有两人被虐待。然而此报告的对外公开版隐瞒了某些部分并涂黑了涉事人员的姓名和身份，因此报告总结的39起谋杀案似乎不包括克罗姆普沃茨博士报告的其他杀戮案件，其中包括两个14岁的男孩被割喉后尸体装袋并扔进河里一案。中华人民共和国外交部发言人赵立坚在Twitter轉載一幅讽刺图片，強烈譴責澳軍的戰爭罪行。漫畫內容顯示一名澳大利亚國防軍士兵持刀威脅儿童，結果此舉遭到包括澳大利亞前总理和朝野议员的譴責，并支持总理莫里森的批评，要求中国撤帖并为图片道歉。澳大利亞外交和贸易部常务副部长孙芳安对此召见中国驻澳大使成竞业，澳大利亞驻华使馆也就此事向中華人民共和国政府表示担忧。莫里森批評趙立堅轉發假照片的行為侮辱澳大利亚士兵，令人反感，損害中國的國際形象，並循外交途徑，要求中華人民共和國政府和外交部道歉，但被對方拒絕，莫里森的言論也受到中國大陸民間的反對。部分推特用户表示澳大利亚当局已展开了这项战争罪行的调查，质疑中国是否有能力在类似问题上这么做，例如对六四事件、维吾尔人的拘留和吞并西藏。部分微博网友认为，图片是基于布雷顿报告事实的计算机图形的艺术创作，澳大利亚没有道歉的诚意，试图以争论转移注意力，淡化澳大利亚特种空勤团在阿富汗的种种恶行。也有观点认为澳大利亚试图以独立调查来避免国际刑事法庭的介入。人权观察组织亚洲部副部长帕特里夏·高斯曼就曾表示，澳大利亚发布战争罪行报告就是在向美英两国表明，如果真想避免国际刑事法院的调查，那么就应该主动追究其责任。
自2020年起，有多名澳籍人士被中華人民共和國政府逮捕或判刑。2020年3月，中華人民共和國當局指控澳籍華人作家杨恒均是間諜並將其逮捕。同年6月，廣州市中級人民法院以走私毒品罪判處澳大利亞公民卡姆·吉莱斯比死刑。澳大利亞反對此死刑判決，並表示願意向吉莱斯比提供領事援助。中華人民共和國政府在8月以监视居住的形式逮捕中国环球电视网澳籍華人记者成蕾（至2023年10月獲釋，返回澳洲），並懷疑另外兩名澳大利亞記者與此案有關聯，兩人後來在接受問話後，於9月離開中國大陸。另一方面，澳大利亞在6月懷疑中国驻悉尼总领事馆侨务领事孙彦涛、華社領袖張智森等人和新南威爾士州上議員肖凯·莫索曼密謀滲透工黨，促進中國利益，違反2018年的反外國滲透法，遂對上述各人和4名中國駐澳大利亞記者進行搜查，並於9月取消兩名涉事中國大陸學者的簽證；據《環球時報》報導，之後中華人民共和國也禁止兩名澳大利亞「反華」學者入境。中方批評澳方的指控純屬污衊，澳方則懷疑中國對澳大利亞記者不利，是為了報復澳大利亞的調查行動。

### 2022年至今
2022年5月，安東尼·阿爾巴尼斯领导工党在澳大利亚大选中取得多数席位，战胜对手自由党-国家党联盟领袖、时任澳总理的莫里森，成为第31任澳大利亚总理。阿爾巴尼斯上台後表示澳大利亚及其政府将继续按照本国国家利益行事，另一方面其对华立场并未改变，澳洲将尽可能与中国合作，继续与其进行有建设的讨论。阿爾巴尼斯政府上台後，中国国务委员兼外长王毅在印尼巴厘岛参加二十國集團外长会议时会见了新任澳大利亚外长黄英贤，是中澳外长近三年来的首次会晤；习近平和阿尔巴尼斯和也在印尼巴厘岛参加二十國集團峰会期间举行会谈，是中澳两国领导人间自2016年来的首次。
2023年1月至5月期間，中国取消了对澳大利亚煤炭、棉花、木材的进口禁令，复于8月取消了以反倾销名义对澳大利亚大麦征收的80.5%附加税，2020年之後沒有舉辦過的中澳高级别对话也在同年8月重啓。2023年10月22日，澳大利亚总理安东尼·阿尔巴尼斯宣布将在11月4日至7日访华，届时将与中共中央总书记兼中国国家主席习近平和中国国务院总理李强会面。同日，中华人民共和国商务部宣布，中国和澳大利亚已就葡萄酒、风塔等世贸争端进行友好协商并达成妥善解决的共识，澳大利亚政府也将暂停向世贸组织提起的针对中国关税问题的申诉。11月4日，澳大利亚总理安东尼·阿尔巴尼斯如期抵达上海，成为自2016年时任澳大利亚总理马尔科姆·特恩布尔访问中国以来首位到访中国的澳大利亚总理。
2024年3月20日，中共中央政治局委员、中央外办主任、外交部部长王毅访问澳大利亚并在澳大利亚首都堪培拉与澳大利亚外交部部长黄英贤举行“第七轮中澳外交与战略对话”。在访澳期间王毅也同澳大利亚总理安东尼·阿尔巴尼斯、反对党领袖彼得·达顿、前总理保罗·基廷等人会晤。这是2017年以来中国外交部长首次到访澳大利亚，象征著两国关系升温。王毅表示中澳关系重回正轨。
2024年3月26日，世界贸易组织专家小组裁定，澳大利亚对自中国进口的铁道轮毂、风塔、不锈钢水槽产品采取的部分反倾销和反补贴措施不符合其规则。裁决建议澳大利亚修改或撤销相关反倾销和反补贴措施。2021年6月，中国曾就澳大利亚对自中国进口铁道轮毂、风塔、不锈钢水槽产品采取的反倾销和反补贴措施在世贸组织争端解决机制项下提出起诉。澳大利亚贸易部长唐·法雷尔就世界贸易组织对澳中贸易的一项裁定表示接受。
2024年3月29日，中国商务部宣布取消对澳大利亚进口葡萄酒加征的惩罚性高额关税，被认为是自中共中央政治局委员兼中国外交部长王毅访问澳大利亚后，澳中两国在缓和贸易纠纷方面出现的又一最新进展。
2024年5月，許多國會議員、州議員在參與中華民國總統就職典禮後，受到中國駐澳洲各地領事館的郵件或當面警告。
2024年6月，中华人民共和国国务院总理李强访问澳大利亚，并在堪培拉与阿尔巴尼斯会晤，并宣布中国将把澳大利亚纳入免签证国家范围，并在参观阿德莱德动物园期间表示租借给澳大利亚两只新大熊猫。
2024年12月，中華人民共和國政府同意解除對澳大利亞肉類加工廠的制裁，中華人民共和國已取消或承諾取消在2020年至2021年兩國外交關係緊張時對澳大利亞出口商品實施的貿易限制。至此，2020年以後中華人民共和國對澳大利亞商品實施的貿易制裁將全面解除。

## 經濟關係

### 1911年前
雖然有史料記載早在18世紀50年代就有中國商人到達澳大利亞，但直到20世紀初中澳之間的雙邊貿易規模一直較小。澳大利亞的貿易關係大幅度傾向大英帝國，在1901年澳大利亞聯邦成立時，與中國的貿易衹佔了澳大利亞貨物貿易的0.3%。當時，澳大利亞主要從中國進口茶葉及大米，同時也進口絲綢等奢侈品。中國則主要從澳大利亞進口礦物（銀、金、銅以及生鉛），同時也進口穀物。

### 1911年－1972年
20世紀上半葉，農作物開始在澳大利亞對中國的出口中占據越來越大的比重，其中中國對澳大利亞的黃油（白脫油）和小麥的需求量增速較大。到了1917-18年時，澳大利亞每年出口950,825磅的黃油至中國。同時，澳大利亞對絲綢及其他製造品的需求也有增長。
第二次世界大戰影響了澳中貿易。戰後的數十年中（包括中華人民共和國在1949年建國後），羊毛成爲中國從澳大利亞進口的重要商品。中國在60年代經歷饑荒，因此大量進口了澳大利亞小麥。但直到70年代初，中國在澳大利亞的貨物貿易中仍衹佔到1%。

### 1972年－2017年
中華人民共和國和澳大利亞在1972年建交時，雙邊貿易總額僅為7200萬美元，不過到了1990年代，兩國在自然資源開發、工業和城市發展等不同領域的合作有所增進，並使中澳兩國的貿易總額在1999年超越60億美元的水平。前澳大利亞總理麦肯·腾博本人在1994年就曾在中國投資，在河北蔡家營創辦合資企業河北華澳礦業公司開發铅锌银矿，是中國大陸改革開放之後的第一家中外合作礦山企業。
1973年7月，澳大利亚与中国双方签署了贸易协定,相互给予最惠国待遇,并成立了澳中联合贸易委员会。中国为澳大利亚贸易最惠国。自1973年－1986年的十余年间，中国与澳大利亚进出口的商品增幅巨大，1985－1986年度进口额为14.97亿澳元，而1973－1974 年度为6,280万澳元。1985－1986年度中国向澳大利亚出口商品4.35亿澳元，而1973－1974年度仅为4,990万澳元。此时，中国从澳大利亚进口产品占主导地位的是原料性产品，如小麦、羊毛、铁矿砂、原糖、钢铁以及铝锭等。中国向澳出口产品中主要是纺织品和轻工业产品、化工产品、土畜产品、粮食产品、工艺五金产品和机械设备等。从澳大利亚进口的技术产品和机械设备在1995－1999年有明显增加。
1981 年10月，中澳两国政府签订了《中澳促进发展技术合作协定》，根据协定，澳大利亚将向中国提供无偿援助。在1990-1998年间，澳大利亚与中国的技术合作项目经费达2,000万澳元。中澳技术合作的重点是钢铁、羊毛、有色金属和交通运输业。在交通运输业，澳大利亚还为中国培训公路管理、航空空间管制、集装箱运输等方面培训了技术人员。
1984年9月7日，中国和澳大利亚政府双方在北京签定了《中华人民共和国政府和澳大利亚政府民用航空运输协定》。2004年3月23日，中国和澳大利亚政府在堪培拉正式签署了2004年版民航协定。2004年的新协定在通航点、运力额度、全货运、中途分程权、组合飞行、第三方代号共享、湿租等方面达成了较为开放的协议，并首次全面开放了货运权，中国评价此协定为两国空运企业提供了良好的经营环境。
1988年11月，时任中国国务院总理李鹏访问澳大利亚期间，中澳双方正式签署了《中华人民共和国政府和澳大利亚政府关于对所得避免双重征税和防止偷漏税的协定》。
截至1998年，在澳大利亚有700多家中国驻澳大利亚的商务公司，在中国则有超过1,000家澳大利亚公司开展对华贸易活动。早在1998年，中国已成为澳大利亚的第四大海外市场，澳大利亚则是中国的主要贸易伙伴。而双方在1994－1995年的贸易额超过6.6万亿澳元。
在2003年，中國和澳大利亞的出入境貨品總值為135.6億美元，較2002年上升30%；而在2009年，中澳的貨物貿易額為780億美元，澳大利亞當局更記錄到中澳貿易出現了65億美元的順差。據澳大利亞政府的統計，2018年至2019年間，中澳雙邊貿易額為1489.06億美元，同比增長21%，中國大陸是澳大利亞最大的貿易夥伴。據中國政府的統計，2018年，中澳雙邊貿易額為1527.9億美元，同比增長12%，澳大利亞是中國大陸第8大貿易夥伴。
目前，中國向澳大利亞出口的主要貨物包括衣物、通訊器具及部件、電腦、玩具、兒童車和體育用品，而澳大利亞向中國出口的貨物則包括鐵礦石、氧化鋁、煤炭和羊毛。澳大利亞商人在中國的投資項目有交通、食品、環保和法律諮詢等，而中國商人在澳大利亞的投資項目就有服務業、房地產和進出口貿易等。2000年代末、2010年代初，澳大利亞與中國之間的進出口貿易幫助澳大利亞擺脫了2000年代後期環球金融危機後續的不利影響。

### 2017年 -
根据媒体引用美国世界谷物网数据：在2017年，中国是澳大利亚大麦的最大买家，大麦进口额高达12.8亿美元，这些大麦主要用于酿造啤酒或生产饲料。
2018年11月19日，中国商务部宣布对原产于澳大利亚的进口大麦进行反倾销立案调查。中国国际商会在此次申请反倾销调查申请书主张，原产于澳大利亚的大麦以低于正常价值的价格向中国出口销售，存在较大幅度的倾销。同时，澳大利亚大麦进入中国市场数量大幅增长，价格大幅下降，还使国内产业遭受了损害。有澳大利亚律师称这是中国首次对澳大利亚进口产品实施反倾销调查。部分媒体認為此舉是中国对澳大利亚与太平洋島國签署安全和基础设施协议的影响之后的政治动机，“这更多是由于政治的关系”，并称中方是在“报复”澳大利亚与美国重建军事基地的决定。贸易部长西蒙·伯明翰则否认了政治因素，表示此事是在亚太峰会召开前几周内中国工商业界提出的，各国调查倾销指控的情况并不罕见，并称“中国相关部门只是在履行其职责，大家无需多想”。中国国际贸易经济合作研究院研究员梅新育认为，两国贸易体量很大，但商务部进行反倾销调查只是日常工作，按照有关法规规定的程序执行，对此没有必要进行过度解读。中国商务部网站在当年发布了多份反倾销立案调查公告，涉及的产品也多种多样。如原产于日本的进口立式加工中心，原产于美国、欧盟等地的进口苯酚等。因此部分媒体也认为反倾销立案调查被过度解读。
2020年6月畢馬威和悉尼大學的研究報告顯示，自2018年起，由於澳大利亞等國收緊審查中國資金的政策，並質疑中國國企在澳大利亞投資的意圖，影響中國投資者的觀感，同時中國國企開始選擇在一帶一路沿線國家，而非發達國家投資，因此中國對澳大利亞的外商直接投資開始下跌，在2019年更跌至12年來的最低位。自2020年5月19日起，中國開始對澳大利亞實施單方面貿易制裁，禁止澳大利亞企業向中國輸出牛肉、大麥、棉花、煤炭等商品，對澳大利亞大麥徵收80.5%的關稅，並在反补贴调查中，初步裁定原产于澳大利亚的进口相关葡萄酒存在倾销，决定對澳大利亞葡萄酒徵收107.1%－212.1%之间的临时反倾销税（2021年3月28日起改為徵收5年税率为116.2%－218.4%的反倾销税）。根据中华人民共和国国家统计局2019年12月能源生产情况统计报告，2019年中国原煤产量37.5亿吨，进口煤炭3.0亿吨，从澳大利亚进口仅9,247.8万吨，僅僅只是缺少澳大利亞供應的煤炭。2021年5月，彭博社報導，中國政府發出口頭指令，指示兩家規模較小的液化天然氣進口商避免從澳洲進口新產品，然而上述措施未獲確認，且預期影響不大。
2020年5月18日，商务部公布了对调查的最终裁定，将自5月19日起对原产于澳大利亚的进口大麦征收反倾销税和反补贴税。根据裁定，原产于澳大利亚的进口大麦存在倾销和补贴，中国国内产业受到了实质损害，且倾销和补贴与实质损害之间存在因果关系，故对上述产品征收反倾销税和反补贴税。其中，反倾销税率为73.6%，反补贴税率为6.9%，征收期限为5年。在调查期间，被调查产品出口商或生产商都没有配合商务部按要求提供完整答卷，因此，调查机关无法获得被调查产品的澳大利亚出口商或生产商是否接受补贴、接受补贴的金额及市场销售等方面的必要信息。:13,1512月16日，澳大利亚联邦贸易部长西蒙·伯明翰表示，政府已就中国对澳大利亚大麦出口的关税向世界贸易组织启动正式行动，并警告称，澳大利亚保留权利就中国对出口产品施加的其他贸易禁令和关税向世贸采取行动。澳大利亚贸易部长伯明翰也反驳中国政府指责澳大利亚倾销大麦并补贴种植者：「我们完全有信心他们没有受到过度补贴，也没有在全球市场上倾销该产品」「北京当局所做的决定没有事实和证据的支持」。中国外交部发言人汪文斌在16日的例行记者会上回应表示，关于中澳之间的贸易个案，我和我的同事已经多次阐明中方的原则立场，具体情况请向中方主管部门了解。汪文斌说：“我想强调的是，澳大利亚政府应当认真对待中方关切，采取实际行动，纠正针对中国企业的歧视性的做法。”此前中国商务部部长钟山曾就此事回应说，中国对澳大利亚进口大麦启动反倾销反补贴的调查，是依法采取的贸易措施。“中国对于采取贸易救济措施是慎重的，是克制的。中国与澳大利亚建交以来，中国对澳大利亚发起的贸易救济调查只有这一起，而同期澳大利亚对中国发起的贸易救济调查案多达100起，而且在今年疫情蔓延背景下就发起了3起。”2020年底，中國又禁止進口澳洲龍蝦。
2020年11月路透社報導，中國推出上述措施後，澳大利亞農業、畜牧業和礦業首當其衝，但對中國影響不大，因為中國可以從其他國家找到替代品。然而，澳大利亞向中國輸出的主要商品——鐵礦石暫時未受影響。澳洲智庫洛伊國際政策研究所首席經濟分析師拉賈（Roland Rajah）則表示，中國作出「很明顯的經濟威逼行為」之後，上述行業都已經找到替代市場，因此澳洲經濟受到的衝擊不大，中國無法震懾其他國家，澳洲對華立場反而更強硬。澳洲財長喬許·弗萊登伯格於2021年9月表示，澳洲企業有需要採取「中國+」戰略，分散市場，減少對中國市場的依賴，同時防範網絡安全風險和建立更安全的供應鏈，以加強澳洲的經濟韌性，應對中國利用經濟影響力脅迫澳洲的行徑。汪文斌则表示中國未曾脅迫澳洲，也未曾損害澳洲的主權，並促請澳洲不要為了謀取私利而鼓吹「中國脅迫論」。
2021年4月21日，澳大利亚外长马里斯·佩恩宣布废除澳大利亚维多利亚州政府与中国签订的“一带一路”备忘录和框架协议，并表示被废除的协议“与澳大利亚的外交政策相抵触或不利于我们的外交关系”。；当日中国驻澳使馆发言人对此表示不满与反对
2021年5月6日，由於中澳關係惡化，中國國家發展與改革委員會宣佈無限期暫停中澳戰略經濟對話。
2021年全年中国和澳大利亚双边货物贸易额为2658.8亿澳元，同比上涨14.9%。其中澳大利亚对中国出口货物1746.4亿澳元，同比上涨18.6%；澳大利亚从中国进口货物912.4亿澳元，同比增长8.4%；澳大利亚对中国货物贸易顺差834.0亿澳元。
2023年1月開始，四家中國大陸企業已開始從澳國進口煤炭。
2023年2月9日，澳洲政府下令拆除政府大樓內的中國製攝像頭。中国外交部表示反对歧视打压中企。
2023年4月11日，澳大利亚外交部长黄英贤和澳贸易部长法瑞尔在新闻发布会上宣布，澳方现已暂停就中方对澳大麦征收“双反”关税一事向WTO提起的申诉。
2023年5月11日，澳大利亚贸易部长唐·法雷尔访问中国，并于中国商务部长王文涛进行会晤，唐·法雷尔表示此次访问是为了"全面恢复澳大利亚各个领域的对华贸易。"
2023年5月18日，中国驻澳大利亚大使肖千宣布中国从即日起恢复进口澳大利亚木材。
2023年10月，澳大利亞和中國同時宣布雙方已就解决有关葡萄酒等世贸争端案达成共识。
2023年10月20日，澳大利亚政府在对中国岚桥集团持有的北领地达尔文港99年租约经过长达近两年的审查后得出“无须更改或取消租约”的决定，2021年，澳达利亚政府曾以国家安全为由对岚桥集团99年的商业港口租约进行了审查。
2023年11月4日至7日，澳大利亚总理安东尼·阿尔巴尼斯访问中国，是澳大利亚2016年以来首位访华的总理。访华期间阿尔巴尼斯出席了在上海举行的第六届中国国际进口博览会，并会见中共中央总书记兼中国国家主席习近平，中国国务院总理李强等人。
2024年3月26日，世界贸易组裁决，澳大利亚对中国三项钢铁产品采取的反倾销措施违反了世贸组织的规定。澳大利亞方面表示接受裁決。同時中国表示将取消对澳大利亚进口葡萄酒的惩罚性关税。

## 文化關係

### 移民
據記載，中國人自1810年代起，便開始移居澳大利亞，在這些中國人當中，麥世英是第一個來到悉尼的華人。其後澳大利亞維多利亞州墨爾本一帶和新南威爾士州悉尼附近的金礦被人發現，掀起了一股淘金潮，故此有很多華人來到當地參與採礦的工作。在1857年，澳大利亞共有4萬名華工，他們多數都是在礦場工作的。不過由於澳大利亞當局在1910年代實行白澳政策，於是澳大利亞就經常出現排華事件，令澳大利亞的華工數目銳減至幾萬人。及至1970年代以後，澳大利亞政府廢除白澳政策，這使不同地區的華人相繼移居澳大利亞。根據澳大利亞統計局的數據，截至2010年6月30日，澳大利亞共有約51萬名來自中國內地、香港和台灣的華人。澳大利亞的華人在當地設立了三個唐人街：悉尼唐人街、墨爾本唐人街和布里斯本唐人街。悉尼的市政府更會在春節期間舉行賀歲活動。
另外，澳大利亞的前任總理陸克文是個對中國文化有興趣的人，曾經在坎培拉的澳大利亞國立大學研讀中國語文及文化，亦曾在國立台灣師範大學留學，其後他被澳大利亞政府派駐澳大利亞駐北京大使館工作，可以說一口流利的漢語。

### 文化交流与旅游
1975年，澳大利亚迎来了上海交响乐团的造访，同年，北京市民也得以一见澳大利亚风景画展。1977年，中国在澳大利亚墨尔本、悉尼、阿德雷德三地举办展览会，其中的古文物，特别是美玉和兵马俑引发澳大利亚社会对中国文化的广泛讨论。在澳大利亚，展览会引发的热潮被称为继“乒乓外交”之后的“玉石外交”。1980年，北京市迎来了澳大利亚芭蕾舞团，并有机会在天桥剧场观赏澳大利亚芭蕾舞团演出的传统舞剧《堂吉诃德》。
1981年3月31日晚，中国明清画展在澳大利亚悉尼新南威尔士美术馆开幕。澳大利亚内政部长伊恩•威尔逊代表弗雷泽总理为画展剪彩。此次展览所展出的100幅作品是从中国的12家博物馆里精选出来的，包括仇英、边寿民、吴斌、虚谷、唐寅、文徵明、沈士充、蓝瑛、陈洪绶、郎世宁、金农、齐白石、徐悲鸿等，每件作品都是稀有珍品。除了新南威尔士美术馆以外，此画展还分别在昆士兰州博物馆、南澳大利亚州博物馆、西澳博物馆、维多利亚美术馆展出。
也是在1981年，中国在墨尔本《世纪报》和澳中理事会帮助下，成功建立了《中国日报》——这是中国第一份全国性的英文报纸。还是在1981年，中国和澳大利亚的新闻工作者分别在悉尼和北京召开学术讨论会。
1975年间，中国迎接了好几千人的澳大利亚游客，几年后的1982年，中国迎来的澳大利亚游客激增到53万人次，这个数字只比当年澳大利亚人访日访美的人次少。
在20世纪90年代，中国与澳大利亚在科学、教育、文化、体育等领域得到进一步的交流。有10万多澳大利亚人在1994年间游览中国。
2023年10月25日，中国驻澳大利亚大使馆受权接收了澳大利亚向中国返还的4件流失文物艺术品与一件古生物化石；中国外交部对澳方表示赞赏。

### 留学
自19世紀起就有澳大利亞人赴中國學習。梅辉立（William Mayers）在1859年赴中國學習，此後參與了中國引進第一條鐵路和第一臺蒸汽機車的談判。2011年時，中國是澳大利亞學生出國留學人數最多的目的地，其中在短期留學目的地中排名第一，長期留學目的地中排名第七，實習目的地中排名第七。2014年時，有4,700名澳大利亞人在中國大學學習。2015年，澳大利亞政府的“新科倫坡計劃”規劃派525名學生赴中國學習。
同時，中國人赴澳大利亞學習也有悠久歷史。初期中國留學人數較少：1912年至1920年之間入境澳大利亞學習的中國學生總共衹有30名。1924入境澳大利亞的中國學生有300名，但大多是澳大利亞居民的兒女。澳大利亞在1986年開始接受中國學生參加“海外學生英語集訓課程”赴澳大利亞高等院校留學。1987年時在澳大利亞學習的中國留學生已達數千人。1989年天安門事件後，澳大利亞政府對在澳大利亞的約20,000名中國留學生提供庇護。此後，澳大利亞成爲中國學生到海外留學的最大市場之一。2020年，澳大利亞共有190,926名中國大陸留學生，佔整體留學生比率約28%，人數比2019年減少約10%，但仍為海外留學生中最多。
随着中国在澳留学生增加，中国留学生与澳大利亞教师由于双方所持不同观点而引起的冲突也日益增加。澳大利亚悉尼罗伊国际政策研究所亚洲项目主任夏美林（Merriden Varrall）认为，中国留学生中有很多正把亲北京的立场带入教室，扼杀澳大利亞大学的辩论和开放性。澳大利亚外交部长毕晓普对在澳大利亚的中国留学生发出直言警告，敦促他们尊重澳大利亚的言论自由。据当地媒体报道，中国政府利用在澳大利亚的中国学生团体监视当地中国留学生并挑战同中国政府看法不一致的学者。她说：“我们不愿意看到外国学生或者外国学者的言论自由受到限制”。2021年，澳洲傳媒報導中國大陸部分城市的留學顧問開始不再鼓勵顧客到澳洲留學。澳洲國立大學學者認為，中國政府有可能通過國營媒體等途徑勸阻國民到澳洲升學，或者不承認澳洲學歷，打擊澳洲的經濟、就業市場和學術研究能力，因此建議澳洲政府分散留學生來源，以更有協調的方式推動教育外交。
中國與位於澳大利亞重要城市的大學，以及新南威尔士州教育与社区部合作，設立孔子學院，以增進中國和澳大利亞的文化聯繫，新南威爾斯州政府也是全球首個和孔子學院合作的地方政府。澳大利亞政府希望能夠加深澳大利亞人對亞洲的認識，而孔子學院能夠為澳大利亞人提供學習漢語的機會；然而，澳大利亞社會有意見認為孔子學院由中華人民共和國政府資助，有可能會成為其宣傳工具，壓制相關大專院校的學術自由。2019年，新南威爾斯州政府完成對當地孔子學院的調查，未發現孔子學院介入當地政治的情況，但同時認為孔子學院的教職員由奉行審查制度和一黨制的中華人民共和國指派，可能會助長不當的外國影響力，因此決定終止孔子學院計劃。

## 军事
2018年4月19日，澳大利亚广播公司报导澳大利亚皇家海军派遣三艘军舰澳新军团号（HMAS Anzac）、图文巴号（HMAS Toowoomba）和成功号（HMAS Success）对越南胡志明市进行4月19日至22日的友好访问，在经过南海时与中国海军发生了对抗。4月19日，在英国伦敦访问的澳大利亚总理马尔科姆·特恩布尔表示：「我只能告诉各位，澳洲在全球海洋行使自由航行权利，当中包括南海。这是根据国际法应有的权利。」澳大利亚国防部也强调说：「澳大利亚国防部数十年来和南海周边国家一直维持强力的国际合作，包括双边和多边的军事演习、港口访问、海事监控和船舶通过。」该声明指出「澳大利亚船只和飞机将一如既往，持续依国际法有关自由航行和飞越的规定行使权利，包括在南海时」。中国国防部发言人于4月20日回应称，澳大利亚媒体有关报道与事实不符，指4月15日中国海军军舰与澳大利亚军舰在南海海域相遇时，中方舰艇使用专业语言与澳方进行沟通，其操作合法合规、专业安全。

2022年2月19日，澳大利亞方面表示該國的一架海上巡逻机於2月17日在该国以北上空飞行时，附近一艘中国解放军海军舰艇朝飛機激光照射。澳大利亞總理呼籲要對這一行為进行全面调查。中方否認澳方的指控。
2022年5月13日，一艘「具有情报收集能力」的中国军舰进入了澳大利亚西澳海岸的专属经济区，引起澳方关注。澳大利亚国防部长彼德·達頓宣称，一艘属于中国人民解放军，具有情报收集能力的船只在布鲁姆西北约250海里处被发现，并紧贴澳大利亚海岸线，具有「侵犯」之举。
据2023年11月18日的报道，澳大利亞國防部長理查德·馬勒斯（Richard Marles）表示，澳大利亞遠程護衛艦 HMAS Toowoomba 於2023年11月14日在日本專屬經濟區進行潛水作業以清除螺旋槳上的漁網時，遭到中國軍艦的“不安全且不專業”互動，導致澳大利亞軍事潛水員受傷。馬勒斯在一份聲明中表示：“在進行潛水作業時，一艘中國人民解放軍海軍驅逐艦（DDG-139，现代级，宁波号）朝著 HMAS Toowoomba 接近。盡管澳大利亞船艦已通知中國軍艦，澳方正在進行潛水行動並要求保持距離，但中國驅逐艦仍在靠近。不久之後，我們發現中國軍艦以一種可能對澳大利亞潛水員的安全構成威脅的方式操作其艦載聲納，迫使澳大利亞潛水員不得不離開水中。”馬勒斯批評，這種行為“不安全且不專業”，並表示醫療評估發現潛水員受的輕傷可能是由中國驅逐艦的聲納所造成。他說：“澳大利亞希望包括中國在內的所有國家以專業和安全的方式運作軍隊。”
2024年3月22日，澳大利亚和英国联合批评中国在香港和南海的行为，并呼吁中国拒绝向俄罗斯提供援助，当中提及中国船只在仁爱礁附近针对菲律宾船只和船员的行为。
2024年8月，澳大利亚军队与美国、菲律宾、加拿大一道参加在南中国海的联合军演并穿过台灣海峽，中国政府对此予以强烈谴责，澳方则回应称是在国际水域履行自由航行的权利。2025年2月至3月，中国人民解放军海军055型导弹驱逐舰107遵义舰、某驱逐舰支队054A型导弹护卫舰568衡阳舰和某作战支援舰支队903型综合补给舰887微山湖舰组成的舰艇编队穿越巴西兰海峡进入南太平洋珊瑚海海域，在澳大利亚悉尼附近公海进行实弹演习，导致澳大利亚上空多架民航客机延误，随后向西到达珀斯附近海域，之后向北回到马来群岛附近。澳大利亚政府表示，中方已经实现进行了通知，演习是在国际水域进行，并无违反国际法的行为。
2025年4月，澳大利亚政府对中国在台湾附近的军演进行了谴责。